# Lista de jogos na teoria dos jogos
A teoria dos jogos estuda a interação estratégica entre indivíduos em situações chamadas de jogos. Classes, compostas desses jogos, receberam certos nomes. Esta é uma lista dos jogos mais comumente estudados.

## Explicação dos recursos
Os jogos podem ter diversos recursos, alguns dos mais comuns estão listados aqui.
- Número de jogadores: cada pessoa que faz uma escolha em um jogo ou que recebe uma recompensa do resultado dessas escolhas é um jogador.
- Estratégias por jogador: Em um jogo, cada jogador faz uma escolha a partir de um conjunto de ações possíveis, conhecidas como estratégias puras. Se o número for o mesmo para todos os jogadores, ele será listado aqui.
- Número de equilíbrios de Nash de estratégia pura: Um equilíbrio de Nash é um conjunto de estratégias que representam as melhores respostas mútuas para as outras estratégias. Em outras palavras, se cada jogador está desempenhando sua parte no equilíbrio de Nash, nenhum jogador tem incentivo para mudar unilateralmente sua estratégia. Considerando apenas as situações em que os jogadores jogam uma única estratégia sem aleatoriedade (uma estratégia pura, portanto), um jogo pode ter qualquer número de equilíbrios de Nash.
- Jogo sequencial: um jogo é sequencial se um jogador executa suas ações após outro jogador; caso contrário, o jogo é um jogo de movimento simultâneo.
- Informação perfeita: Um jogo tem informação perfeita se for um jogo sequencial e cada jogador conhece as estratégias escolhidas pelos jogadores que o precederam.
- Soma constante: um jogo é uma soma constante se a soma das recompensas para todos os jogadores for a mesma para cada conjunto de estratégias. Nestes jogos, um jogador ganha se e somente se outro jogador perder. Um jogo de soma constante pode ser convertido em um jogo de soma zero subtraindo um valor fixo de todos os pagamentos, deixando sua ordem relativa inalterada.
- Mover por natureza: um jogo inclui um movimento aleatório por natureza.

## Lista de jogos
| Jogo                            | Número de jogadores | Estratégias por jogador | Número de estratégias puras em Equilíbrio de Nash | Sequencial | Informação Perfeita | Soma-zero | Move por natureza |
| ------------------------------- | ------------------- | ----------------------- | ------------------------------------------------- | ---------- | ------------------- | --------- | ----------------- |
| Batalha dos Sexos               | 2                   | 2                       | 2                                                 | Não        | Não                 | Não       | Não               |
| Blotto                          | 2                   | variável                | variável                                          | Não        | Não                 | Sim       | Não               |
| Divisão do Bolo                 | N, normalmente 2    | infinitas               | variável                                          | Sim        | Sim                 | Sim       | Não               |
| Centipede                       | 2                   | variável                | 1                                                 | Sim        | Sim                 | Não       | Não               |
| Jogo da Galinha                 | 2                   | 2                       | 2                                                 | Não        | Não                 | Não       | Não               |
| Jogo da Coordenação             | N                   | variável                | >2                                                | Não        | Não                 | Não       | Não               |
| Modelo de Cournot               | 2                   | infinitas               | 1                                                 | Não        | Não                 | Não       | Não               |
| Impasse                         | 2                   | 2                       | 1                                                 | Não        | Não                 | Não       | Não               |
| Jogo do Ultimato                | 2                   | infinitas               | 1                                                 | N/A        | N/A                 | Sim       | Não               |
| Dilema do Jantar sem escrúpulos | N                   | 2                       | 1                                                 | Não        | Não                 | Não       | Não               |
| Leilão do Dólar                 | 2                   | 2                       | 0                                                 | Sim        | Sim                 | Não       | Não               |
| Problema do bar El Farol        | N                   | 2                       | variável                                          | Não        | Não                 | Não       | Não               |
| Jogo sem valores                | 2                   | infinitas               | 0                                                 | Não        | Não                 | Sim       | Não               |
| Jogo de troca de presentes      | N, normalmente 2    | variável                | 1                                                 | Sim        | Sim                 | Não       | Não               |
| Adivinhar 2/3 da média          | N                   | infinitas               | 1                                                 | Não        | Não                 | Talvez    | Não               |
| Poker Kuhn                      | 2                   | 27 & 64                 | 0                                                 | Sim        | Não                 | Sim       | Sim               |
| Combinação de moedas            | 2                   | 2                       | 0                                                 | Não        | Não                 | Sim       | Não               |
| Enigma infantil enlameado       | N                   | 2                       | 1                                                 | Sim        | Não                 | Não       | Sim               |
| Problema da Barganha            | 2                   | infinitas               | infinitas                                         | Não        | Não                 | Não       | Não               |
| Dilema do prisioneiro opcional  | 2                   | 3                       | 1                                                 | Não        | Não                 | Não       | Não               |
| Peace war game                  | N                   | variável                | >2                                                | Sim        | Não                 | Não       | Não               |
| Jogo do pirata                  | N                   | infinitas               | infinitas                                         | Yes        | Sim                 | Não       | Não               |
| Dilema de Platonia              | N                   | 2                       | {\displaystyle 2^{N}-1}                           | Não        | Sim                 | Não       | Não               |
| Jogo de princesa e monstro      | 2                   | infinitas               | 0                                                 | Não        | Não                 | Sim       | Não               |
| Dilema do Prisioneiro           | 2                   | 2                       | 1                                                 | Não        | Não                 | Não       | Não               |
| Jogo de bens públicos           | N                   | infinitas               | 1                                                 | Não        | Não                 | Não       | Não               |
| Pedra, papel e tesoura          | 2                   | 3                       | 0                                                 | Não        | Não                 | Sim       | Não               |
| Jogo de triagem                 | 2                   | variável                | variável                                          | Sim        | Não                 | Não       | Sim               |
| Jogo de sinalização             | N                   | variável                | variável                                          | Sim        | Não                 | Não       | Sim               |
| Caça ao Veado                   | 2                   | 2                       | 2                                                 | Não        | Não                 | Não       | Não               |
| Dilema do viajante              | 2                   | N >> 1                  | 1                                                 | Não        | Não                 | Não       | Não               |
| Truel                           | 3                   | 1-3                     | infinitas                                         | Sim        | Sim                 | Não       | Não               |
| Jogo do ditador                 | 2                   | infinitas               | 1                                                 | Sim        | Sim                 | Não       | Não               |
| Ultimatum game                  | 2                   | infinitas               | infinitas                                         | Sim        | Sim                 | Sim       | Não               |
| Teoria dos Leilões              | N                   | infinitas               | 1                                                 | Não        | Não                 | Não       | Sim               |
| Dilema do voluntário            | N                   | 2                       | 2                                                 | Não        | Não                 | Não       | Não               |
| Guerra de desgaste              | 2                   | 2                       | 0                                                 | Não        | Não                 | Não       | Não               |